# ジャック・タルディ
ジャック・タルディ（Jacques Tardi, 1946年8月30日 - ）は、フランス出身のバンド・デシネ作家（漫画家）。「塹壕の戦争」で知られる。タルディとも表記される。

## 来歴
1946年8月30日、ドローム県ヴァランスにて誕生。リヨン国立高等美術学校とパリの国立高等装飾美術学校を卒業後、1969 年、23歳の時に『Pilote』で執筆を開始。当初は短編を描いていた。1972年、ジャン・ジローとセルジュ・ド・ベケッチの作品で、Pierre Christinのシナリオによる小説『ルメール・シュル・ルエルグ』を制作。
2013年、レジオンドヌール勲章のシュヴァリエにノミネートされた。しかし、タルディ本人が拒否した。

## 作品リスト
- 塹壕の戦争
- 汚れた戦争